# Draško Jovanov
Draško Jovanov (27 novembre 1994) è un taekwondoka serbo.

## Palmarès
- Europei

Montreux 2016: bronzo negli 87 kg.